# SN 2002A
SN 2002A – supernowa typu IIn odkryta 1 stycznia 2002 roku w galaktyce UGC 3804. W momencie odkrycia miała maksymalną jasność 17,40m.